# 8000 Isaac Newton
A 8000 Isaac Newton (ideiglenes jelöléssel 1986 RL5) a Naprendszer kisbolygóövében található aszteroida. Henri Debehogne fedezte fel 1986. szeptember 5-én.
Nevét Sir Isaac Newton (1643–1727) brit matematikus után kapta.